# Верхняя Вьенна

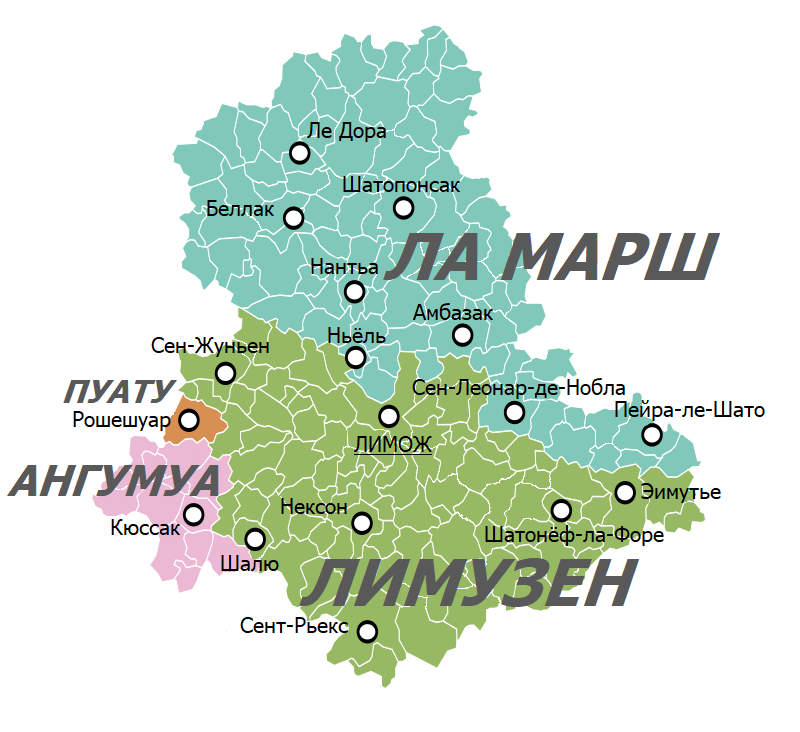
Верхняя Вьенна

Ве́рхняя Вье́нна (фр. Haute-Vienne, окс. Nauta-Vinhana) — департамент на западе Франции, один из департаментов региона Новая Аквитания. Порядковый номер — 87. Административный центр — Лимож. Население — 384 781 человек (64-е место среди департаментов, данные 2010 г.).

## География
Площадь территории — 5520 км². Через департамент протекают реки Вьенна, Шаранта.
Департамент включает 3 округа, 42 кантона и 201 коммуну.

## История
Верхняя Вьенна — один из первых 83 департаментов, образованных во время Великой французской революции в марте 1790 г. Возник на территории бывшей провинции Лимузен. Название происходит от реки Вьенна.